# Blauwe Zaal Herkenrode
De Blauwe Zaal Herkenrode is een verfijnd gedecoreerde ruimte in de Abdissenresidentie Herkenrode van de voormalige Abdij van Herkenrode.

## Toelichting
In 1768 plande de abdis van Herkenrode Anna de Croÿ (1744-1772) ,markiezin van Warneck, een totaal nieuwe abdij naar een ontwerp van architect Laurent Benoit Dewez, bouwmeester van Karel Alexander van Lotharingen. Slechts de 50 m lange imposante Abdissenresidentie Herkenrode in classicistische stijl is daarvan gerealiseerd.

De residentie bevat een aantal in opdracht van abdis Augustina van Hamme (1772-1790) en door schilder Franz Anton Brändl (1720-1782) gedecoreerde zalen zoals de grijze en de blauwe zaal .

## Beschrijving van de Blauwe Zaal
De blauwe zaal (ook genoemd blauw salon) is een klassieke ruimte. Twee dubbele deuren verbinden het salon met de belendende ruimten links, rechts en met de gang; twee ramen kijken uit op het Engels park, in de 18e eeuw een Franse tuin. Tussen de twee deuren aan de noordzijde van het vertrek bevindt zich een marmeren schouw. De muren zijn in panelen verdeeld, afgelijnd met vergulde moulures.  De dieper liggende delen zijn donkerder gekleurd. Boven elke eikenhouten dubbele deur is een supraporte, een rechthoekig schilderij, bovenaan versierd met een gebeeldhouwde bloemenguirlande. De zes schilderijtjes zijn eenvoudige trompe-l’oeils. Het centrale paneel aan de noordzijde, boven de schouw, wordt ingenomen door een werk, gesigneerd door  A.F.  Brändl. Daarboven een paneeltje gevat in een ovale lijst. Boven de zijpanelen telkens een tafereeltje in een rond kader. De muur aan de zuidzijde is qua indeling het spiegelbeeld, evenwel zonder een groot schilderij.

## Afbeeldingen

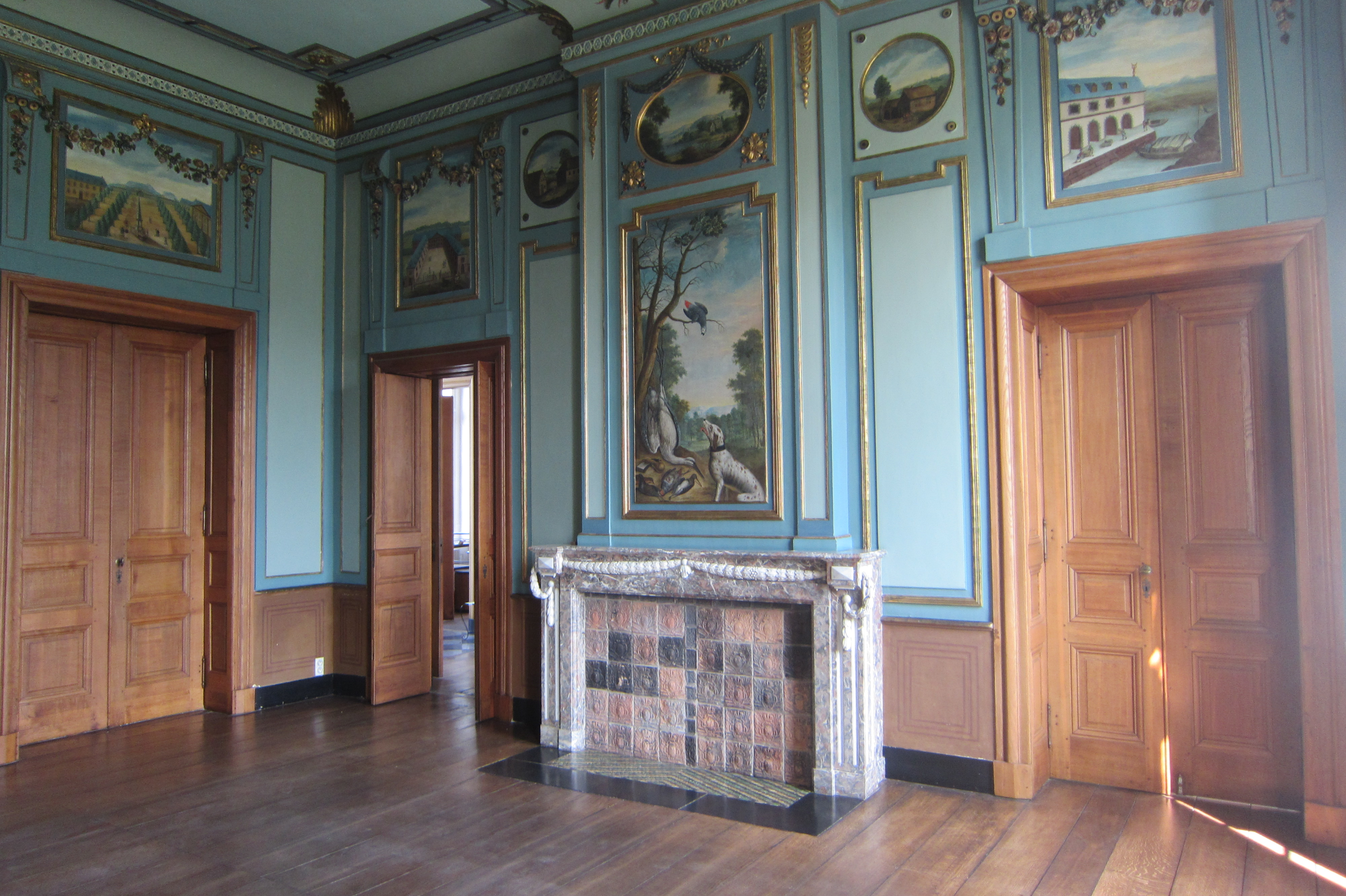
Blauwe zaal, abdissenresidentie
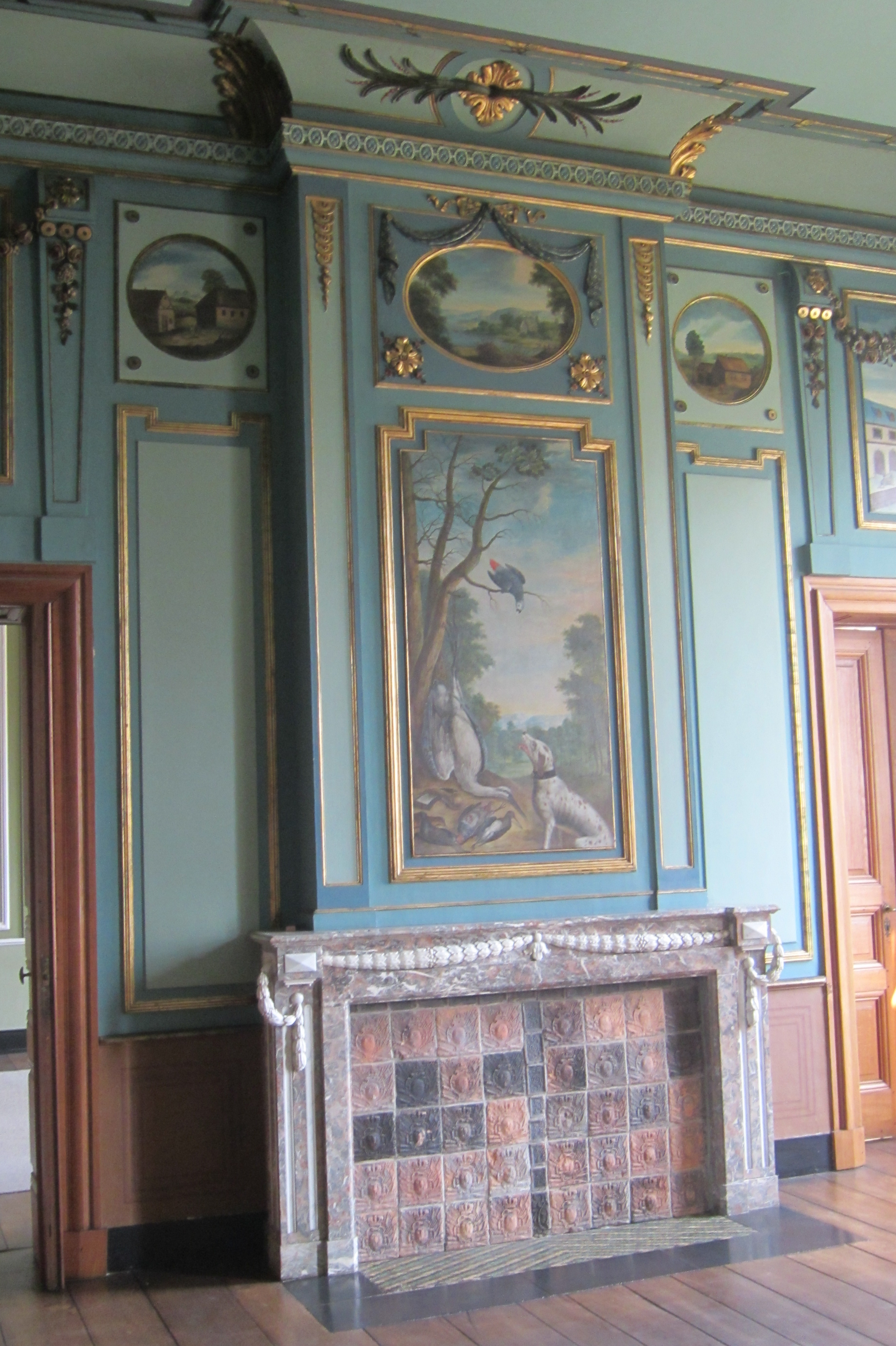
Detail schouw blauwe zaal
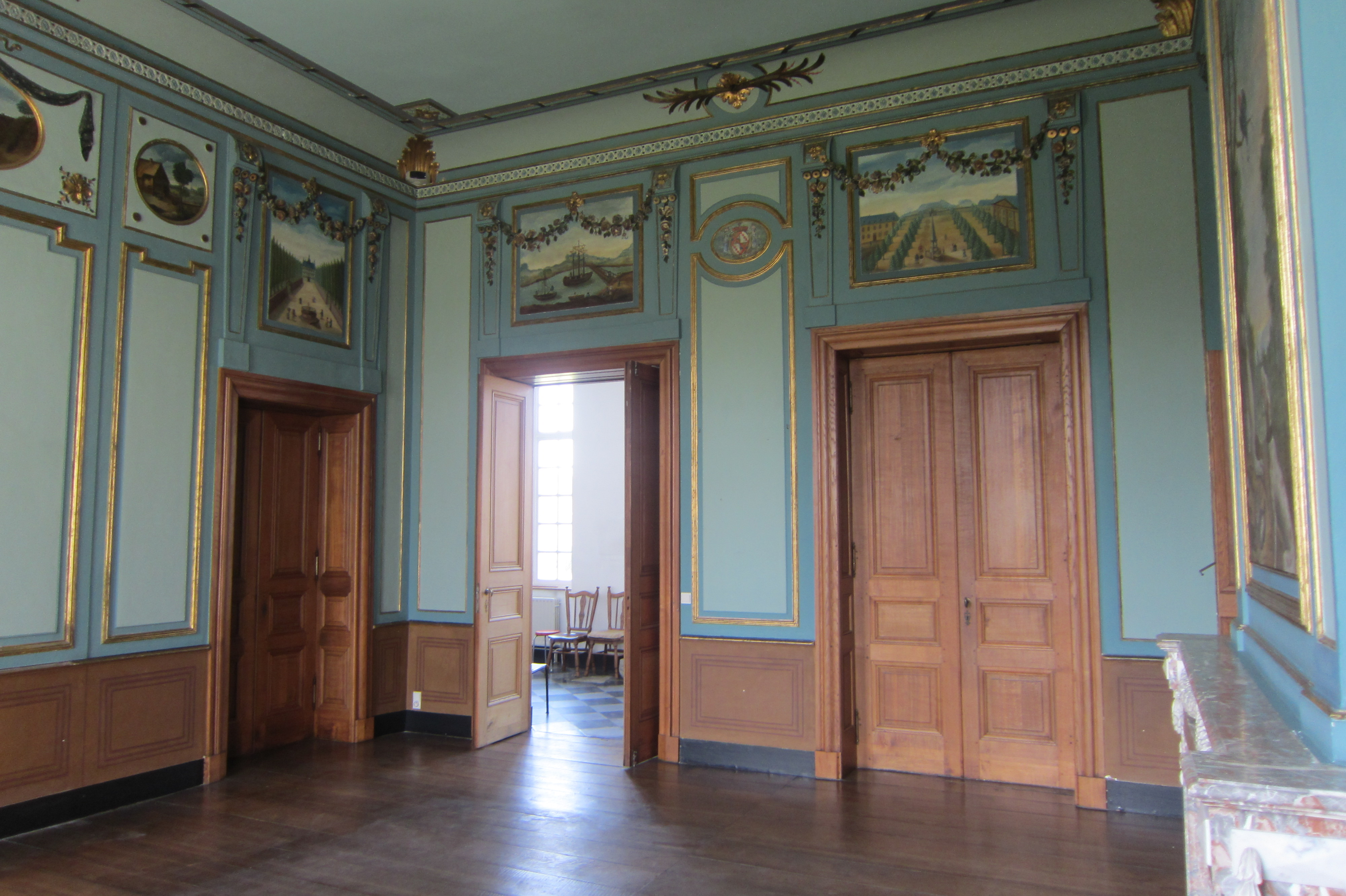
Blauwe zaal, abdissenresidentie